# Język manam
Język manam (a. manum) – język austronezyjski używany w prowincji Madang w Papui-Nowej Gwinei, przez mieszkańców wysp Manam i Boesa. Posługuje się nim 7 tys. osób.
Nie wyróżniono dialektów, niemniej między regionami występują niewielkie różnice w zakresie leksyki i fonologii.
Został opisany w postaci opracowania gramatycznego z 1983 r. Jest zapisywany alfabetem łacińskim.